# Staatstheater
Staatstheater (Stadsteater) är ett sceniskt verk (Szenische Komposition) i nio stycken av Mauricio Kagel.

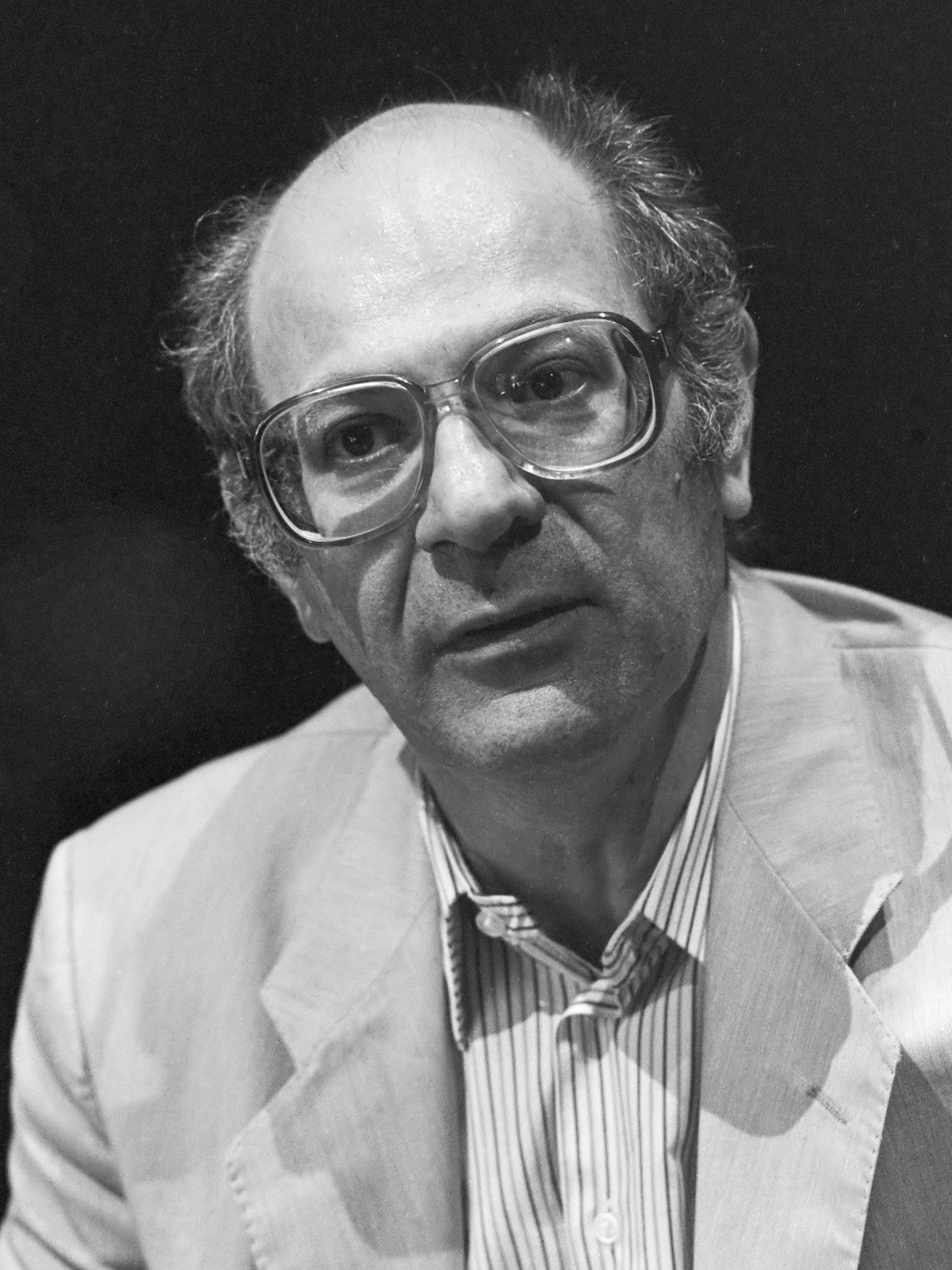
Mauricio Kagel 1985

## Historia
Staatstheater tillkom som ett beställningsverk på uppdrag av chefen för Hamburgs Operahus, tonsättaren Rolf Liebermann. Hamburgoperan blev under Liebermanns första tid som chef det tyska språkområdets viktigaste innovativa operascen. Det var inte en slump att uruppförandet av Staatstheater ägde rum här den 25 april 1971 med en mycket motiverad och kvalificerad ensemble. Rolf Liebermann föreslog 1970 Kagel som sin efterträdare på chefsstolen. Men Kagel avböjde, eftersom tonsättandet upptog all hans tid. Det var svårt för honom att tacka nej, men han, precis som Liebermann var övertygad om att teatern kräver att man är "enstörig".

## Om verket
Kagel demonstrerar och iscensätter här lyssnandets och musikskapandets mekanismer, varigenom över- och respektive underdrifterna skapar komik. I förgrunden står en kritik av operaverksamheten enligt Kagels motto: "Musikverksamheten är ofrivilligt komiskt." Statsteaterns sönderfall i enskilda allt mer specialiserade områden dras in absurdum och man upptäcker då förhärskande grundmönster, nämligen de såväl vokala som instrumentala maktåtbörderna. Såtillvida är Staatstheater även ett slags samhällskritik, en framställning av staten som teater, där Kagel till skillnad från sina generationskamrater Hans Werner Henze och Luigi Nono, inte går till direkta angrepp, utan agerar som den eftertänksamma kritikens mästare. Kagels verk kan misstolkas som en parodi och tonsättaren betonade därför i sitt förord till verket att det inte så mycket handlar om "en operaparodi som om en kärleksförklaring till operan".

## Innehåll
- 1. Repertoar. Sceniskt konsertstycke (minst fem medverkande: instrumentalister eller skådespelare): De medverkande försöker överrösta varandra genom att skapa klanger och buller på ickeinstrument, såsom ventilpump, blixtlås, väckarklocka, cellofanark, tallrikar, metallborstar, barnskrik och nappflaskor.
- 2. Inspelningar. Musik för högtalare (förinspelade ljudband): De förinspelade ljudbanden kan valfritt spelas upp till något av de andra styckena.
- 3. Ensemble för 16 stämmor (4 sopraner, 4 altar, 4 tenorer, 2 barytoner, 2 basar): 16 solister, företrädare för huvudstämmorna (från koloratursopran till basso profondo), förevisar sin stämpotens (på ickestavelser) och uppträder i såväl traditionella som ovanliga sammansättningar, där de gör anspråk på gamla och erövrar nya musikhierarkiska positioner.
- 4. Debut för 60 stämmor (Kör: 15 sopraner, 15 altar, 15 tenorer, 15 basar): 60 körsolister debuterar med gamla bekanta roller, från tiggarkvinna till kung.
- 5. Säsong. Sångspel i 65 scener (16-76 medverkande: sångare och/eller sångerskor): Enskilda grupper bemödar sig om vokal originalitet genom att använda sig av bullereffekter, under tiden som man ständigt byter ut kulisser från älskade uppsättningar ut den pågående säsongens repertoar.
- 6. Spelplan. Instrumentalmusik i aktion (5-7 spelare, övervägande slagverkare): Bullerobjekt och leksaker används som slagverk.
- 7. Kontradans. Balett för ickedansare (7 kvinnliga och manliga skådespelare): Ickedansare bemödar sig om att utföra konstfulla danssteg hämtade från den klassiska baletten.
- 8. Gratisresa. Glidande kammarmusik (alltid minst 2 spelare per sektion ut blås-, stråk- och slagverkssektionerna): För fantasin. Några få instrument plågas med att alstra några enstaka toner till en uppsjö av imaginära operascener.
- 9. Parkett. Konsertant masscen (19-76 medverkaden och ljudalstring på olika sätt): Kör och solister frambringar gemensamt ständigt samma ackordsföljder och genomför samtidigt gymnastiska uppmjukningsövningar.